# 新しい歌 (合唱)
『新しい歌』（あたらしいうた、スペイン語: Cantos Nuevos）は、信長貴富が作曲した、5曲から成る合唱組曲。この組曲の1曲目の表題曲についてもここで解説する。

## 概要
男声合唱版は2000年（平成12年）5月3日に、東京六大学合唱連盟定期演奏会の合同演奏にて（指揮／清水雅彦、ピアノ／鈴木真理子）初演された。当初六連では前年度の朝日作曲賞に選ばれた信長の作品『うたうべき詩』を演奏したいとしていたが「いろいろな理由でそれがNGになって」、清水は信長に「なら新曲を書いて」と前年の12月25日に依頼、企画的短期間での仕事で信長は「ただ必死で」、「合唱曲が、あるいは合唱という媒体が、「うた」としての力を真に持ち得るかということへ、私なりに挑戦した」。信長は「合唱文化への問題意識として、「歌は誰に向かって歌われるのか」ということを、初演者である大学生たちに投げかけたい」との思いで作曲した。初演後まもなく混声合唱曲に編曲され、同年の7月1日に、松原混声合唱団定期演奏会にて（指揮／清水敬一、ピアノ／内平麻里）初演された。
男声合唱版・混声合唱版ともカワイ出版から刊行されている。2009年には作曲者自身が実演に接した経験を踏まえ、テンポや強弱・アーティキュレーションを見直した［改訂版］が作られた。
男声合唱版・混声合唱版ともに、最初にテクストによる歌詞を歌うのは男声パート（第1曲「新しい歌」はバスのみ、第2曲「うたを うたう とき」はテノールのみ、残りの3曲はテノールとバスのユニゾン）からになっている。
ピアノを伴う。オリジナルは2手（1台）だが、2008年に男声版のピアノパートを4手（2台）用に改作したバージョンが作られた。翌年には混声合唱と2台ピアノによる版も初演された。

## 曲目
新しい歌
作詩 - フェデリコ・ガルシーア・ロルカ（原詩） / 訳詩 - 長谷川四郎
Finger snap（指鳴らし）やHand clap（手拍子）が用いられている。前半は調号がなく臨時記号による一時的転調が繰り返されるが、中盤で男声合唱版ではホ長調、混声合唱版ではニ長調に落ち着く。4分の4拍子。
うたを うたう とき
作詩 - まど・みちお
この曲のみ全てを通して無伴奏。「構成にバラエティを持たせるという意図もありましたし、まど・みちおのひらがな詩の佇まいがア・カペラの響きを連想させたということもあったように思います。」「8分音符=84という極めて遅い6/8拍子の設定でいかに音楽を停滞させないかが、この曲の演奏にあたって最も苦心する点だと思います。」。女声合唱版も存在する。男声版はニ短調、混声版はハ短調、女声版は嬰ハ短調。8分の6拍子。最終的にはハミングによって平行調にあたる長調の和音で終わる。男声版は平成26年度全日本合唱コンクール課題曲に選ばれている。この曲のような、組曲内に間奏曲的な位置づけの無伴奏曲を入れる手法を信長は好んでいる。
きみ歌えよ
作詩 - 谷川俊太郎
女声合唱版も存在する。男声版はト長調、混声・女声版はヘ長調。スウィングが用いられた4分の4拍子。最高声部（男声版はトップテナー、混声・女声版はソプラノ）以外のパートが主旋律を歌う部分が多い。
鎮魂歌へのリクエスト
作詩 - ラングストン・ヒューズ（原詩） / 訳詩 - 木島始
打楽器を加えたバージョンも存在する。ブルースのスタイルで作曲され、4:3（8分音符3つ分の4連符）や7:6（16分音符6つ分の7連符）といったリズムを刻む箇所もある。間奏部分には「セントルイス・ブルース」の旋律を引用した口笛が用いられている。変ホ長調。8分の12拍子。
一詩人の最後の歌
作詩 - ハンス・クリスチャン・アンデルセン（原詩） / 訳詩 - 山室静
ヴォカリーズ（この曲では、ハミング（閉口ハミング「B.F.」→開口ハミング「B.O.」）から徐々に「O」に変化する）で始まる。調号は付かないが、臨時記号による一時的転調が多い。4分の4拍子。この曲もピアノ伴奏が付くが、終盤に無伴奏の部分がある。最高声部だけでなく、他のパートにも主旋律がよく回ってくる。中盤付近とアカペラに入る直前のピアノ伴奏は16分音符や6連符のリズムで滑らかに動く。最後、男声版は七の和音（F・A・C・E）、混声版は九の和音（F・A・C・E・Gの5種類の音があり、テノールのみ3部、他のパートは2部に分かれる）で終わる。

## 楽譜
改訂前の楽譜については絶版となっている。
- 男声合唱とピアノのための 新しい歌［改訂版］（ISBN 978-4-7609-1851-5）
- 混声合唱とピアノのための 新しい歌［改訂版］（ISBN 978-4-7609-1269-8）